# Железопътна линия Солун – Битоля
Железопътната линия Солун – Битоля е дълга 219 km, свързваща пристанищния град Солун в Гърция с Битоля, Северна Македония, през градовете Бер, Воден, Суровичево и Лерин. Линията е построена през 1894 година под името „Société du Chemin de Fer ottoman Salonique-Monastir“ като част от Османската империя. Линията между границата и Битоля днес не е в експлоатация, като от 2013 година пътници се превозват само между Солун и Лерин. Най-източната част на линията Плати-Солун е част от важната връзка между Атина и Северна Гърция.

## Главни станции
Главните железопътни станции по линията Солун-Битоля са:
- Нова солунска железопътна гара
- Платийска железопътна гара
- Берска железопътна гара
- Стара Въртокопска гара
- Воденска железопътна гара
- Съботска гара
- Суровиченска железопътна гара
- Леринска железопътна гара
- Битолска железопътна гара

## Галерия
- Гарата във Владово
- Гара Въртокоп
- Гарата в Суровичево
- Гара Лерин
- Гара Кенали през Първата световна война
- Гара Битоля през Първата световна война